# Remote Play
Remote Play — функция игровых приставок Sony, которая позволяет PlayStation 3, PlayStation 4 и PlayStation 5 передавать видео и аудио на другое устройство (раньше это могла быть только PlayStation Portable или PlayStation Vita). В 2014 году он был расширен и включал в себя использование PlayStation TV, смартфонов и планшетов Sony Xperia (Z2 и более поздних версий) и PlayStation Now. В 2016 году он был расширен до ПК с Windows и macOS. Также поддерживаются iOS и Android. Поддержка удаленного воспроизведения игр для PlayStation 5 на другие устройства была добавлена в ноябре 2020 года, незадолго до запуска новой игровой консоли.
Несмотря на то, что функция Remote Play не так часто используется на PlayStation 3, она является обязательной для всех игр на PlayStation 4, за исключением тех, в которых используются периферийные устройства, например, такие как PlayStation Move.
Аналогичная функция Off-TV Play доступна и на игровой приставке Wii U. Она позволяет играть на портативной консоли в игры, которые доступны для домашней консоли.

## Дистанционное управление
С обновлением 2.00 появилась функция выключения PlayStation 4 через PlayStation Portable.
26 ноября 2015 года президент SIE Worldwide Studios Сюхэй Ёсида в своём блоге на твиттере сообщил о разработке официального приложения для стриминга игр с приставки на Windows и macOS. Позже функция Remote Play появилась и на новых смартфонах от Sony.

## Remote Play на PS Vita
Включив функцию Remote Play возможно играть в некоторые PS3-игры (или во все PS4-игры) на PlayStation Vita. Передача данных идёт либо через локальный WiFi, либо через интернет, сервером для игры при этом служит PlayStation 3 или PlayStation 4.
Чтобы играть в игры от PlayStation 3 на PlayStation Vita, достаточно вставить диск в консоль и включить режим Remote Play. А чтобы играть в игры от PlayStation 4 на PlayStation Vita, достаточно вставить диск или запустить игру из меню PlayStation 4.